# Versement pour sous-densité
Lire en ligne

Lire sur Légifrance

Le versement pour sous-densité est une taxe française créée en 2010 afin de lutter contre l'étalement urbain. Ayant rencontré un faible succès, la taxe est abrogée par la loi de finances pour 2021.

## Description
L'article 28 de la loi n°2010-1658 du 29 décembre 2010 de finances rectificative pour 2010 a créé le versement pour sous-densité, dispositif facultatif destiné à lutter contre l'étalement urbain, entré en vigueur le 1er mars 2012. Ce dispositif se substitue au versement pour dépassement du plafond légal de densité (VDPLD).
Les communes dotées d'un plan local d'urbanisme ou d'un plan d'occupation des sols peuvent instituer par délibération un seuil minimal de densité en deçà duquel un versement pour sous-densité (VSD) est exigible.  
Le versement n'a pas eu le succès escompté. En 2013, 34 communes l'ont mis en place, dont deux communes de plus de 10 000 habitants. Le produit ne dépasserait pas 40 000 euros. En 2014, elles sont 39 communes, puis 25 en 2015 et seulement 17 en 2016.  
| Département                  | VSD au 01/03/2012 | VSD au 01/09/2013 |
| ---------------------------- | ----------------- | ----------------- |
| 04 - Alpes-de-Haute-Provence | 1                 | 2                 |
| 07 - Ardèche                 | 1                 | 1                 |
| 11 - Aude                    | 0                 | 2                 |
| 14 - Calvados                | 1                 | 1                 |
| 23 - Creuse                  | 1                 | 1                 |
| 25 - Doubs                   | 2                 | 2                 |
| 34 - Hérault                 | 1                 | 2                 |
| 38 - Isère                   | 1                 | 1                 |
| 39 - Jura                    | 1                 | 0                 |
| 41 - Loir-et-Cher            | 0                 | 1                 |
| 42 - Loire                   | 1                 | 1                 |
| 54 - Morbihan                | 2                 | 2                 |
| 57 - Moselle                 | 1                 | 1                 |
| 59 - Nord                    | 0                 | 4                 |
| 62 - Pas-de-Calais           | 0                 | 1                 |
| 66 - Pyrénées-Orientales     | 0                 | 1                 |
| 73 - Savoie                  | 2                 | 2                 |
| 77 - Seine-et-Marne          | 1                 | 1                 |
| 78 - Yvelines                | 1                 | 1                 |
| 82 - Tarn-et-Garonne         | 0                 | 1                 |
| 83 - Var                     | 0                 | 2                 |
| 89 - Yonne                   | 1                 | 1                 |
| 91 - Essonne                 | 2                 | 2                 |
| 95 - Val-d'Oise              | 0                 | 1                 |
| Total                        | 20                | 34                |

En 2014, l'Inspection générale des finances liste la redevance sur le versement pour sous-densité parmi les 192 taxes à faible rendement. La mission estime que :

« la taxe pour sous-densité peut difficilement atteindre l’objectif de politique publique fixé (lutter contre l’étalement urbain). Ses modalités de détermination sont particulièrement complexes. L’existence d’un rendement élevé à l’avenir n’est pas certaine. En outre, la prescription par la règle d’urbanisme est sans doute plus pertinente que l’incitation par la fiscalisation pour atteindre l’objectif de politique publique. Compte tenu de l’ensemble de ces éléments, il est préconisé la suppression de cette taxe. »

À l'inverse, le Comité pour la fiscalité écologique suggère de systématiser le dispositif pour les zones d'activité commerciale, logistique, d'entrepôts,.

## Abrogation
Cette taxe, instaurée par peu de collectivités et de faible rapport, a été supprimée par l'article 155 de la loi de finances pour 2021,.